# La fugida (pel·lícula de 1972)
La fugida (títol original en anglès, The Getaway) és una pel·lícula estatunidenca dirigida per Sam Peckinpah i estrenada l'any 1972. Ha estat doblada al català. Està basada en una novel·la del escriptor Jim Thompson.

## Argument
Un home aconsegueix sortir de la presó. Després de retrobar-se amb la seva esposa, comença els preparatius per atracar un banc. La parella aconsegueix el seu objectiu, mig milió de dòlars, però han de fugir perquè els persegueixen un altre delinqüent i la policia.

## Repartiment
- Steve McQueen: Doc McCoy
- Ali MacGraw: Carol
- Al Lettieri: Rudy
- Ben Johnson: Jack Benyon
- Sally Struthers: Fran
- Jack Dodson: Harry
- Bo Hopkins: Jackson
- Slim Pickens: el vell cowboy